# 克尔曼爆炸事件
2024年1月3日，伊朗克尔曼东部卡西姆·苏莱曼尼墓地举行的纪念仪式因两起炸弹爆炸而中断。 这些袭击造成94人死亡，其中包括儿童，另有284人受伤。伊朗政府宣布爆炸事件为恐怖袭击，使其成为该国自1979年以来最严重的此类事件。

## 背景
苏莱曼尼生前是伊朗伊斯兰革命卫队下属圣城旅的指挥官，圣城旅是伊朗伊斯兰革命卫队的对外行动部门，负责监督整个中东地区的军事行动。 2011年，苏莱曼尼被伊朗最高领袖哈梅内伊提拔为少将，哈梅内伊对苏莱曼尼给予了高度评价，称其为“活着的烈士”。2020年1月3日，苏莱曼尼死于美军在伊拉克巴格达国际机场外发动的空袭。2024年1月3日是苏莱曼尼逝世四周年，成千上万的人聚集在伊朗东南部城市克尔曼举行的对他纪念仪式。

## 爆炸事件
在卡西姆·苏莱曼尼去世4週年的日子，大批群眾趕往蘇萊曼尼的墓地悼念蘇萊曼尼。此時發生兩場爆炸，導致至少84人死亡，至少211人受伤，其中包括赶赴第一次爆炸现场并在第二次爆炸中受伤的三名护理人员。 据信大多数死者是在第二次爆炸中丧生。 爆炸后的恐慌中，数名伤者被踩踏。
1月4日，路透社報導，伊斯蘭國在Telegram頻道上承認爆炸為該組織所为。

## 各方反应
伊朗于1月4日宣布为袭击受害者的全国哀悼日。1月5日，伊朗在克爾曼為在爆炸事件中的遇難者舉行了集體葬禮。联合国秘书长安东尼奥·古特雷斯向遇难者家属，以及伊朗人民和政府表示深切慰问，并呼吁追究袭击实施者的责任。中國国家主席习近平同樣就克尔曼爆炸事件向伊朗总统莱希致慰问电。
伊朗副總統以及穆赫辛·雷扎伊認為以色列是此次襲擊的幕後黑手。美国表示没有理由相信以色列會發動此類襲擊，也否認美國涉入其中，并向受難者及家屬致哀與深表同情。最終極端組織伊斯蘭國在組織的Telegram頻道發表聲明，稱其兩名成員在集會現場“引爆了爆炸腰帶”。
伊朗當局先后在六个省逮捕11名与克尔曼爆炸事件有关联的人员。
2024年4月1日，《路透社》援引3名消息人士指出，在番红花城市大厅袭击前几天，伊朗在克尔曼爆炸事件的人员审讯中得知，将恐怖分子转移到俄罗斯并进行大规模袭击的信息传输给了莫斯科。